# 八戸市立白山台中学校
八戸市立白山台中学校（はちのへしりつ はくさんだいちゅうがっこう）は、青森県八戸市西白山台3丁目にある市立中学校。2023年（令和5年）5月1日時点の生徒数は478名。

## 概要
- 本校は、これまで該当地区の学区だった八戸市立根城中学校が八戸ニュータウンの人口増加による生徒数増加により、既存施設では対応できなくなったため、新たに開校した学校である。
- エレベーターも完備されている。
- 生徒玄関の上及び音楽室にあるステンドグラスはこの学校の名所である。

## 沿革
- 2007年（平成19年）
  - 4月1日 - 開校。
  - 4月5日 - 開校式挙行。
  - 11月14日 - 開校記念式典挙行。校歌「空に届く」制定。
- 2008年（平成20年）
  - 3月16日 - 10時から、第1回卒業式挙行。最初の卒業生は96名。
  - 3月26日 - 最初の修了式と離任式挙行。
  - 4月10日 - 応援歌「熱き魂」制定。
- 2011年（平成23年）3月 - 11日（金）14時46分頃に発生した東日本大震災により、14日（月）と15日（火）の2日間、臨時休校の措置を採った。また、16日（水）は、午前で授業を切り上げる措置を採った。
- 2016年（平成28年）11月11日 - 創立10周年記念式典挙行し、記念祝賀会開催。
- 2024年（令和6年）8月6日 - 野球部、開校以来初の全国中学校体育大会東北大会出場。

## 学区
- 八戸ニュータウン地区
- 田面木地区（南田面木町内のみ）

## 校歌
- 作詞：安岡優（ゴスペラーズ）
- 作曲：北山陽一（ゴスペラーズ）

## 周辺
- 八戸市立西白山台小学校
- 薬王堂八戸ニュータウン店
- 認定こども園みどりのかぜエデュカーレ
- 認定こども園みどりのかぜ北ウイング
- 八戸自動車道

## 交通
- 八戸自動車道八戸ICから車で約5分。
- 南部バス「白山台中学校正門前」バス停下車。
- 八戸市営バス・南部バスの「八戸ニュータウン」バス停下車後、徒歩約450m・約7分（直線距離は近いが、道路の関係で遠回りとなる）。